# Luna (arbre)
Pour les articles homonymes, voir Luna.
Luna est le nom donné en octobre 1997 à un séquoia à feuilles d'if âgé d'environ 1 000 ans et haut de 60 mètres,  situé près de la communauté de Stafford, dans le Comté de Humboldt, en Californie. Cet arbre a été occupé pendant plus de deux ans par Julia « Butterfly » Hill et sauvé ainsi de l'abattage alors qu'une coupe à blanc devait être pratiquée sur la colline où il est situé. L'année suivante, l'arbre a été vandalisé à la tronçonneuse, mais a été consolidé et a survécu.

## Histoire
Luna, nommé en référence à la Lune par les membres d'Earth First! qui  ont construit la petite plate-forme destinée à effectuer un tree sitting pour protéger de l'abattage l'arbre et ses voisins, est vieux d'un millier d'années.
Pendant 738 jours, du 10 décembre 1997 au 18 décembre 1999,  Julia Hill a vécu sur la plate-forme de l'arbre, 180 pieds (54,864 m) au-dessus du sol afin de sauver l'arbre et ses voisins des appétits de  la Pacific Lumber Company. Julia n'est descendue qu'après avoir obtenu que Luna ainsi que les arbres situés dans un rayon de 200 pieds (60,96 m) soient préservés.
En novembre 2000, un vandale a utilisé une tronçonneuse pour couper environ la moitié du tronc, l'important diamètre de l'arbre l'empêchant de le sectionner entièrement. Consolidé à l'aide de câbles l'arbre a survécu résistant aux violentes tempêtes générant des vents de 100 à 150 kilomètres à l'heure.